# Noël de Bullion
Noël de Bullion (* 1615; † 3. August 1670) aus dem Haus Bullion war ein französischer Adliger und Magistrat.
Er war Chevalier, Seigneur de Bonnelles et d’Esclimont, Marquis de Gallardon et de Bullion.

## Leben
Noël de Bullion ist der älteste Sohn von Claude de Bullion (1563–1640), Seigneur de Bonnelles, Surintendant des Finances, und Angélique Faure (1593–1664). Sein Pate ist Noël Brûlart de Sillery, der Bruder des Kanzlers Nicolas Brûlart de Sillery.
Er war Conseiller und Président à mortier des Parlement de Paris en survivance seines Vaters (die Ämter hatten einen Wert von 60.000 bzw. 200.000 Livres), trat aber zurück und wurde stattdessen Conseiller honoraire.
Noël de Bullion heiratete per Ehevertrag, der am 24. Februar 1639 in Wideville unterzeichnet wurde, Charlotte de Prie (* um 1622; † 14. November 1700), Tochter von Louis de Prie, Marquis de Toucy, Seigneur de Fervaques, und Françoise de Saint-Gelais-Lusignan, Enkelin von Françoise de Pomereu, Dame de Lanssac, der Witwe von Arthur de Lusignan. Charlotte de Prie ist die ältere Schwester von Louise de Prie de La Mothe-Houdancourt, die 1650 Philippe de La Mothe-Houdancourt, Marschall von Frankreich (1605–1657) heiratete, und von 1661 bis 1671 Erzieherin des Grand Dauphin war.
Mit dem Tod seines Vaters wurde er Seigneur de Bonnelles. Im Juni 1643 wurde er Schriftführer im Orden vom Heiligen Geist. Er erweiterte die Domäne Wideville und ließ den Taubenschlags errichten (um 1649). Im Februar 1655 erfolgte seine Erhebung zum Marquis de Gallardon et de Bullion, die im Juni 1655 im Parlement eingetragen wurde. 1656 trat er als Schriftführer der königlichen Orden zurück und wurde stattdessen Commandeur der Orden. Er war als Siegelbewahrer von Frankreich vorgesehen, verzichtete aber am 27. Juni 1664 auf die Anwartschaft (Pierre Séguier war seit 1635 Kanzler von Frankreich und seit 1656 auch Siegelbewahrer und blieb es bis zu seinem Tod 1672) gegen eine Rente von 22.000 Livres sowie eine einmalige Zahlung von 10.000 Livres. Von seinem Paten erhielt er weitere 100.000 Livres geschenkt.

## Nachkommen
Die Kinder von Noël de Bullion und Charlotte de Prie sind:
- Armand Claude de Bullion (* um 1644; † 1671), Seigneur d’Esclimont, Villes et Marly, Marquis de Gallardon, Premier Écuyer de la Grande Écurie du Roi, ledig und ohne Nachkommen
- Alphonse Noel de Bullion (* um 1645; † 31. Mai 1698), Marquis de Fervaques, Capitaine des Chevau-Légers de la Reine, Gouverneur du Maine, du Perche et du Comté de Laval, ledig und ohne Nachkommen
- Charles Denis de Bullion (* 17. April 1651; † 20. Mai 1721), Marquis de Gallardon et de Fervaques, Seigneur de Bonnelles, Esclimont etc., Prévôt de Paris, Gouverneur du Maine, du Perche et du Comté de Laval; ⚭ 21. Dezember 1677 Marie Anne Rouillé de Meslay (* um 1659; † 20. September 1714), Tochter von Jean de Rouillé, Comte de Meslay, und Marie de Comans d’Astric
- ? Tochter († jung)